# Балтимор (Вермонт)
Балтимор (англ. Baltimore) — місто (англ. town) в США, в окрузі Віндзор штату Вермонт. Населення — 229 осіб (2020).

## Демографія
Згідно з переписом 2010 року, у місті мешкали 244 особи в 90 домогосподарствах у складі 74 родин. Було 100 помешкань
Расовий склад населення:
| - 98,0 % — білих - 0,4 % — корінних американців |

До двох чи більше рас належало 0,8 %. Частка іспаномовних становила 2,0 % від усіх жителів.
За віковим діапазоном населення розподілялося таким чином: 22,1 % — особи молодші 18 років, 65,6 % — особи у віці 18—64 років, 12,3 % — особи у віці 65 років та старші. Медіана віку мешканця становила 42,6 року. На 100 осіб жіночої статі у місті припадало 119,8 чоловіків;  на 100 жінок у віці від 18 років та старших — 123,5 чоловіків також старших 18 років.
Середній дохід на одне домашнє господарство  становив 85 391 долар США (медіана — 73 750), а середній дохід на одну сім'ю — 95 574 долари (медіана — 82 000). Медіана доходів становила 45 000 доларів для чоловіків та 38 750 доларів для жінок. За межею бідності перебувало 5,0 % осіб, у тому числі 0,0 % дітей у віці до 18 років та 0,0 % осіб у віці 65 років та старших.
Цивільне працевлаштоване населення становило 171 особа. Основні галузі зайнятості: освіта, охорона здоров'я та соціальна допомога — 22,2 %, виробництво — 19,3 %, будівництво — 9,9 %, гуртова торгівля — 8,8 %.